# فیلیپ اوزوبیچ
فیلیپ اوزوبیچ (کرواتی: Filip Ozobiç؛ زادهٔ ۸ آوریل ۱۹۹۱) بازیکن فوتبال اهل کرواسی است.
از باشگاه‌هایی که در آن بازی کرده‌است می‌توان به باشگاه فوتبال هایدوک اسپلیت، باشگاه فوتبال اسپارتاک مسکو، و باشگاه فوتبال اسلاون بلوپو اشاره کرد.
وی همچنین در تیم‌های ملی فوتبال زیر ۲۰ سال کرواسی، زیر ۲۱ سال کرواسی، کرواسی، و جمهوری آذربایجان بازی کرده‌است.